# Tuiuti
Tuiuti – miasto i gmina w Brazylii, w stanie São Paulo. Znajduje się w mezoregionie Macro Metropolitana Paulista i mikroregionie Bragança Paulista.